# Флориды (сборник речей Апулея)
Флориды (лат. Florida) — сборник (цветник) с фрагментами из 23 речей Апулея. По упоминаемым в речах именам некоторых проконсулов, речи были написаны в период 150—170 н. э. и произнесены в разное время перед сенатом и комициями римской провинции Африка в столице провинции Карфагене.

## Состав и значение сборника
Вероятно, изначально «Флориды» содержали только цельные речи, так как рукописная традиция делит их на четыре книги (свитка), тогда как дошедший текст едва превышает одну книгу. В неизвестное время какой-то поклонник Апулея отобрал 23 отрывка, которые известны в настоящее время. Отбор производился чисто стилистически, никакой смысловой связи между отрывками нет. Более того, некоторые из них начинаются или заканчиваются на середине фразы. Общим для всего текста является изощрённость и отточенность стиля, характерная для второй софистики и особенно для Апулея. Помимо этого, «„Флориды“ — зеркало общественных и литературных нравов той эпохи, её идей, настроений и радостей».